# گروسهراس
گروسهراس (به آلمانی: Großharras) یک منطقهٔ مسکونی در اتریش است که در ناحیه میستلباخ واقع شده‌است. گروسهراس ۱٬۲۰۲ نفر جمعیت دارد.